# Crédit Agricole (equipo ciclista)

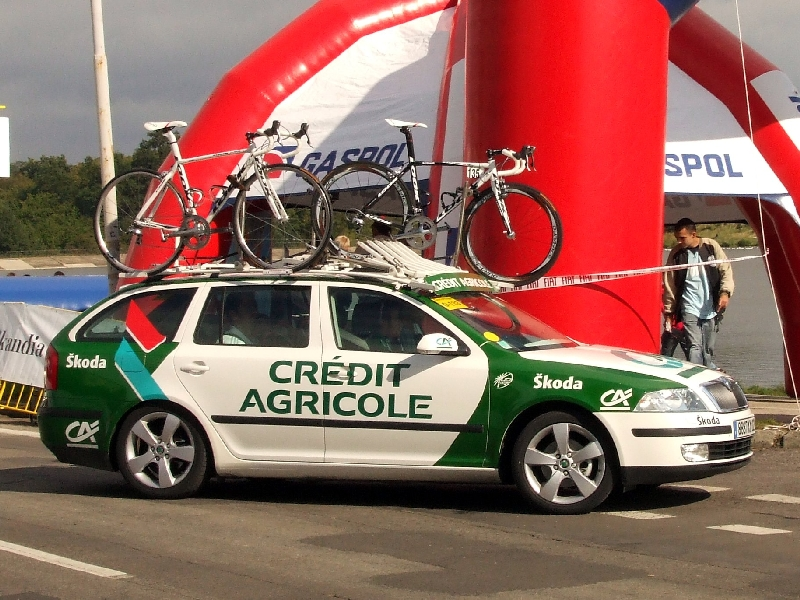
Vehículo del equipo

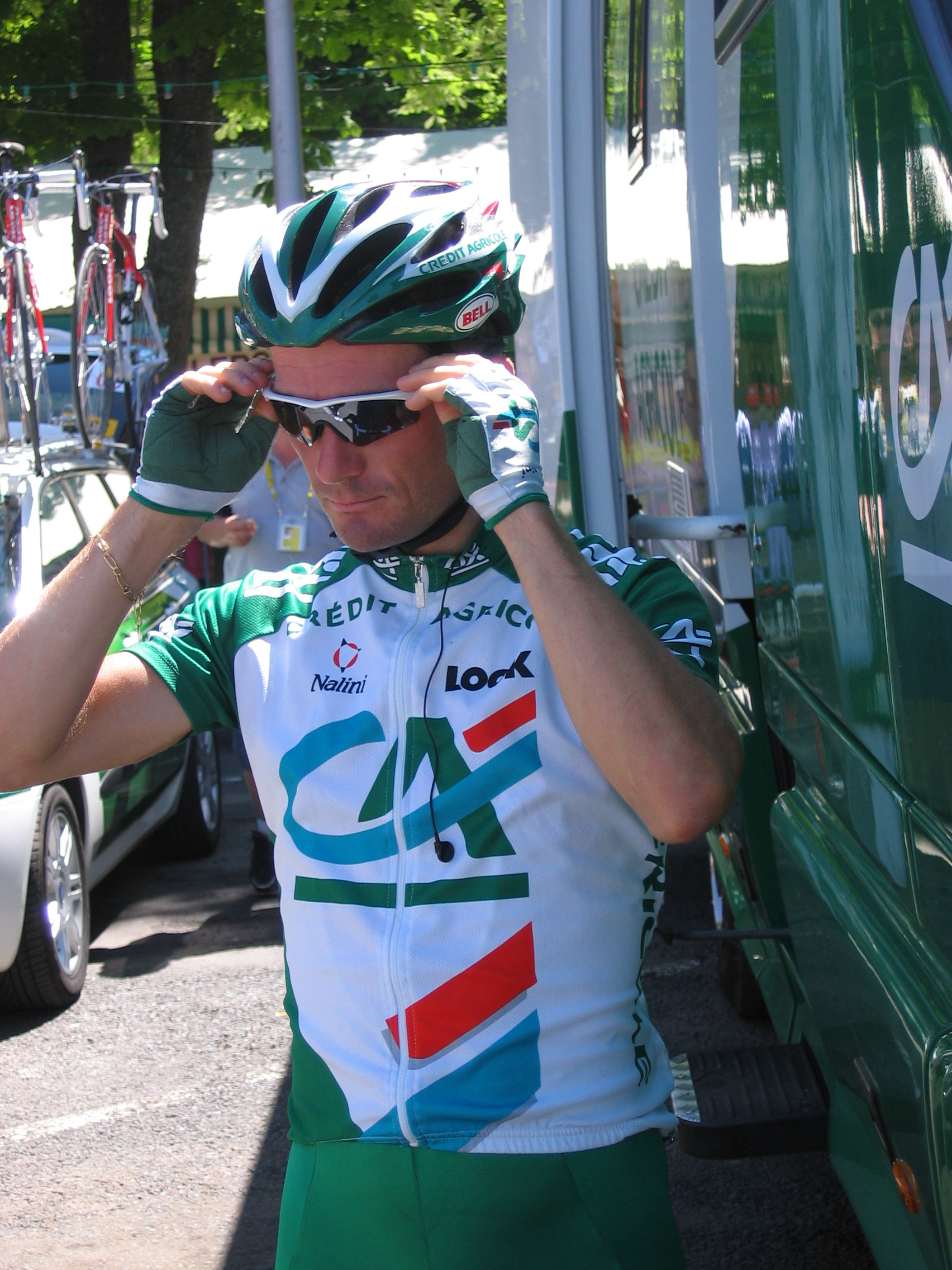
Benoît Salmon con el maillot del equipo.

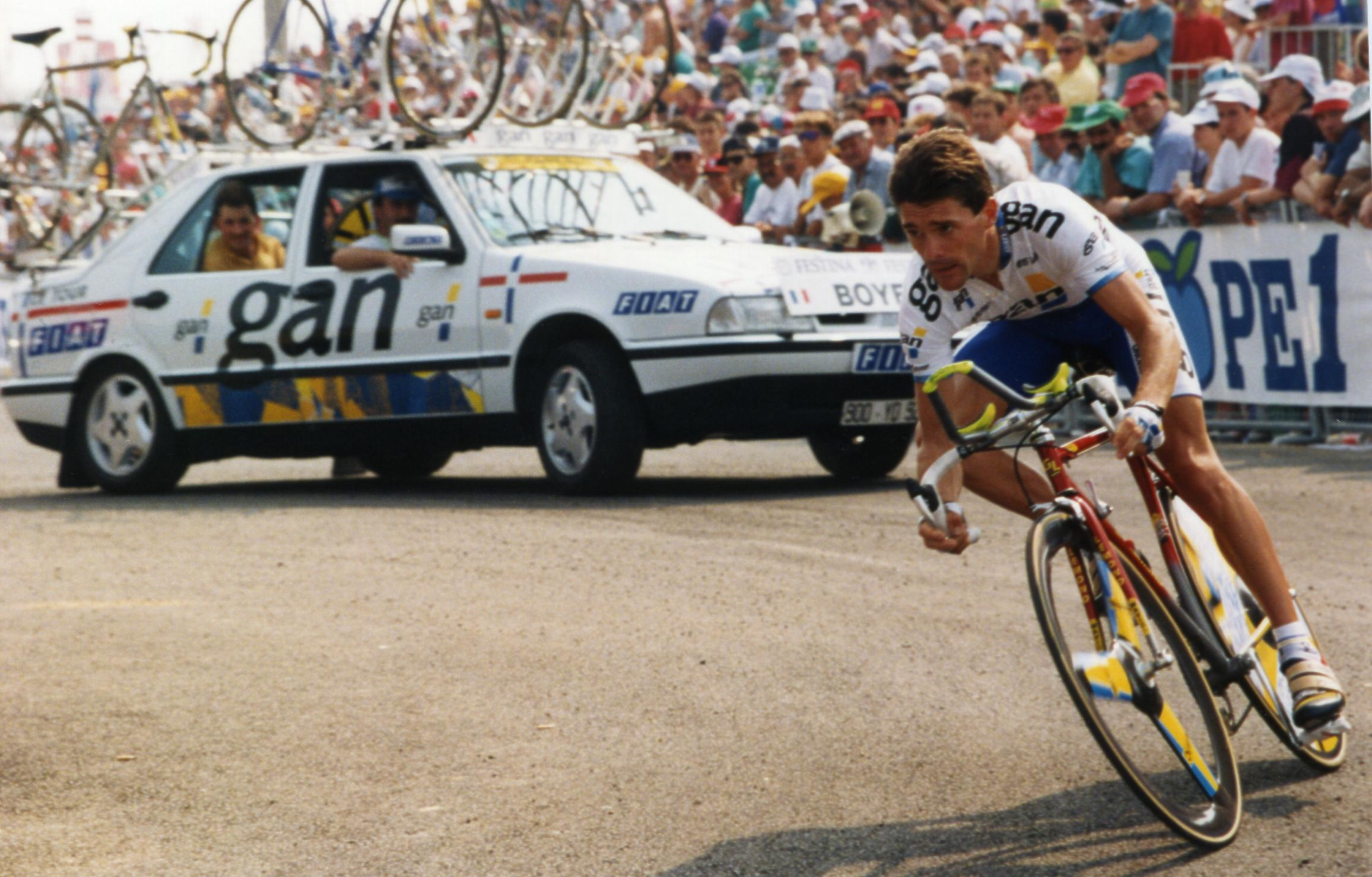
Eric Boyer con el maillot del equipo GAN en el Tour de Francia 1993.

Crédit Agricole (anteriormente Gan) fue un equipo ciclista profesional francés que en sus últimos años pertenecía al UCI ProTour participando también en algunas carreras de los Circuitos Continentales UCI.

## Historia del equipo
Luego de que Peugeot decidiera dejar de participar de manera oficial en el ciclismo profesional, el director Roger Legeay buscó otros patrocinadores para continuar con la organización. Así, en 1987 entró la marca de ropa Z al equipo, quedando como patrocinadores Z-Peugeot, para más tarde, en 1990 quedarse como único patrocinador Z. En 1993 volvió a haber otro cambio y tomó el relevo una empresa francesa de seguros: Gan. Finalmente, « Crédit Agricole » se hizo con el equipo en agosto de 1998. 
En 2007 consiguió un total de 17 victorias, destacando sobre todas ellas la lograda por Thor Hushovd en el Tour de Francia. El resto fueron victorias en carreras menores como la clasificación general de Anthony Charteau en el Tour de Langkawi o la etapa de Angelo Furlan en el Circuito de la Sarthe.
Contando como una sola todos sus nombres y estructuras, era el equipo más longevo del pelotón en el momento de su desaparición con 50 años consecutivos en el ciclismo profesional.

## Corredor mejor clasificado en las Grandes Vueltas
| Año  | Giro de Italia           | Tour de Francia          | Vuelta a España         |
| ---- | ------------------------ | ------------------------ | ----------------------- |
| 1901 | X                        | X                        | X                       |
| 1902 | X                        | X                        | X                       |
| 1903 | X                        | -                        | X                       |
| 1904 | X                        | 6.º Auguste Daumain      | X                       |
| 1905 | X                        | 1.º Louis Trousselier    | X                       |
| 1906 | X                        | 1.º René Pottier         | X                       |
| 1907 | X                        | 1.º Lucien Petit-Breton  | X                       |
| 1908 | X                        | 1.º Lucien Petit-Breton  | X                       |
| 1909 | 12.º Alberto Petrino     | -                        | X                       |
| 1910 | -                        | -                        | X                       |
| 1911 | -                        | -                        | X                       |
| 1912 | ¿?                       | 4.º Marcel Buysse        | X                       |
| 1913 | ¿?                       | 1.º Philippe Thys        | X                       |
| 1914 | -                        | 1.º Philippe Thys        | X                       |
| 1915 | X                        | X                        | X                       |
| 1916 | X                        | X                        | X                       |
| 1917 | X                        | X                        | X                       |
| 1918 | X                        | X                        | X                       |
| 1919 | -                        | -                        | X                       |
| 1920 | -                        | -                        | X                       |
| 1921 | -                        | -                        | X                       |
| 1922 | 7.º Paride Ferrari       | 1.º Firmin Lambot        | X                       |
| 1923 | -                        | 3.º Romain Bellenger     | X                       |
| 1924 | -                        | -                        | X                       |
| 1925 | -                        | -                        | X                       |
| 1926 | -                        | -                        | X                       |
| 1927 | -                        | -                        | X                       |
| 1928 | -                        | -                        | X                       |
| 1929 | -                        | -                        | X                       |
| 1930 | -                        | -                        | X                       |
| 1931 | -                        | -                        | X                       |
| 1932 | -                        | -                        | X                       |
| 1933 | -                        | -                        | X                       |
| 1934 | -                        | -                        | X                       |
| 1935 | -                        | -                        | -                       |
| 1936 | -                        | -                        | -                       |
| 1937 | -                        | -                        | X                       |
| 1938 | -                        | -                        | X                       |
| 1939 | -                        | -                        | X                       |
| 1940 | -                        | X                        | X                       |
| 1941 | X                        | X                        | -                       |
| 1942 | X                        | X                        | -                       |
| 1943 | X                        | X                        | X                       |
| 1944 | X                        | X                        | X                       |
| 1945 | X                        | X                        | -                       |
| 1946 | -                        | X                        | -                       |
| 1947 | -                        | -                        | -                       |
| 1948 | Abandono                 | -                        | 1.º Bernardo Ruiz       |
| 1949 | -                        | -                        | X                       |
| 1950 | -                        | -                        | ¿?                      |
| 1951 | -                        | -                        | X                       |
| 1952 | -                        | -                        | X                       |
| 1953 | -                        | -                        | X                       |
| 1954 | -                        | -                        | X                       |
| 1955 | -                        | -                        | -                       |
| 1956 | -                        | -                        | -                       |
| 1957 | -                        | -                        | -                       |
| 1958 | -                        | -                        | -                       |
| 1959 | -                        | -                        | -                       |
| 1960 | -                        | -                        | -                       |
| 1961 | -                        | -                        | -                       |
| 1962 | -                        | 55.º Fernand Picot       | -                       |
| 1963 | -                        | 21.º Ferdinand Bracke    | -                       |
| 1964 | -                        | 14.º Tom Simpson         | -                       |
| 1965 | -                        | 12.º Roger Pingeon       | -                       |
| 1966 | -                        | 8.º Roger Pingeon        | -                       |
| 1967 | 9.º Eddy Merckx          | -                        | 27.º Désiré Letort      |
| 1968 | 28.º Jean Dumont         | -                        | -                       |
| 1969 | -                        | 2.º Roger Pingeon        | 1.º Roger Pingeon       |
| 1970 | -                        | 11.º Raymond Delisle     | -                       |
| 1971 | -                        | 4.º Bernard Thévenet     | 1.º Ferdinand Bracke    |
| 1972 | -                        | 9.º Bernard Thévenet     | -                       |
| 1973 | -                        | 2.º Bernard Thévenet     | 3.º Bernard Thévenet    |
| 1974 | -                        | 12.º Raymond Delisle     | 3.º Bernard Thévenet    |
| 1975 | -                        | 1.º Bernard Thévenet     | -                       |
| 1976 | -                        | 4.º Raymond Delisle      | -                       |
| 1977 | -                        | 1.º Bernard Thévenet     | -                       |
| 1978 | -                        | 14.º Michel Laurent      | -                       |
| 1979 | 4.º Michel Laurent       | 4.º Hennie Kuiper        | -                       |
| 1980 | -                        | 2.º Hennie Kuiper        | -                       |
| 1981 | -                        | 6.º Jean-René Bernaudeau | -                       |
| 1982 | -                        | 5.º Phil Anderson        | -                       |
| 1983 | -                        | 9.º Phil Anderson        | -                       |
| 1984 | -                        | 4.º Robert Millar        | -                       |
| 1985 | -                        | 11.º Robert Millar       | 2.º Robert Millar       |
| 1986 | -                        | 6.º Ronan Pensec         | -                       |
| 1987 | -                        | 20.º Denis Roux          | -                       |
| 1988 | -                        | 7.º Ronan Pensec         | -                       |
| 1989 | -                        | 10.º Robert Millar       | -                       |
| 1990 | 21.º François Lemarchand | 1.º Greg LeMond          | -                       |
| 1991 | 6.º Éric Boyer           | 7.º Greg LeMond          | -                       |
| 1992 | 10.º Bruno Cornillet     | 12.º Éric Boyer          | -                       |
| 1993 | 44.º Jérôme Simon        | 28.º Thierry Claveyrolat | -                       |
| 1994 | -                        | 51.º Eddy Seigneur       | -                       |
| 1995 | -                        | 30.º Yvon Ledanois       | 69.º Cédric Vasseur     |
| 1996 | -                        | 39.º Chris Boardman      | -                       |
| 1997 | -                        | 32.º François Simon      | 10.º Yvon Ledanois      |
| 1998 | -                        | 24.º Cédric Vasseur      | Abandono                |
| 1999 | -                        | 30.º François Simon      | -                       |
| 2000 | -                        | 48.º Bobby Julich        | -                       |
| 2001 | -                        | 18.º Bobby Julich        | -                       |
| 2002 | -                        | 67.º Frédéric Bessy      | -                       |
| 2003 | -                        | 8.º Christophe Moreau    | -                       |
| 2004 | -                        | 12.º Christophe Moreau   | -                       |
| 2005 | 8.º Pietro Caucchioli    | 11.º Christophe Moreau   | 20.º Aleksandr Bocharov |
| 2006 | 14.º Patrice Halgand     | 15.º Pietro Caucchioli   | 32.º Dmitri Fofonov     |
| 2007 | 27.º Pietro Caucchioli   | 26.º Dmitri Fofonov      | 27.º Aleksandr Bocharov |
| 2008 | -                        | 18.º Aleksandr Bocharov  | 13.º Nicolas Roche      |

## Clasificaciones UCI
| Año  | Clasificación por equipos | Mejor corredor individual |
| 1995 | 21.º                      | Chris Boardman (42.º)     |
| 1996 | 8.º                       | Chris Boardman (13.º)     |
| 1997 | 10.º                      | Chris Boardman (18.º)     |
| 1998 | 17.º                      | Stuart O'Grady (48.º)     |
| 1999 | 20.º                      | Jens Voigt (40.º)         |
| 2000 | 2.º (GSII)                | Jens Voigt (53.º)         |
| 2001 | 20.º                      | Jens Voigt (15.º)         |
| 2002 | 25.º                      | Jens Voigt (75.º)         |
| 2003 | 24.º                      | Christophe Moreau (38.º)  |
| 2004 | 18.º                      | Thor Hushovd (20.º)       |

A partir del 2005, el equipo formó parte del ProTour. 
| Año  | Clasificación por equipos | Mejor ciclista individual |
| 2005 | 9.º                       | Thor Hushovd (34.º)       |
| 2006 | 11.º                      | Thor Hushovd (11.º)       |
| 2007 | 15.º                      | Thor Hushovd (31.º)       |
| 2008 | 6.º                       | Mark Renshaw (33.º)       |

## Palmarés destacado
Para años anteriores, véase Palmarés del Crédit Agricole

### Grandes Vueltas
- Tour de Francia
  - 1975: Bernard Thévenet
  - 1977: Bernard Thévenet
  - 1990: Greg LeMond
  - 54 etapas

- Giro de Italia
  - 8 etapas

- Vuelta a España
  - 1969: Roger Pingeon
  - 1971: Ferdinand Bracke
  - 14 etapas

### Otras carreras
- Campeonato Mundial en Ruta: 1965 (Tom Simpson) y 1967 (Eddy Merckx)
- Milán-San Remo: 1964 (Tom Simpson), 1966 y 1967 (Eddy Merckx)
- París-Roubaix: 1960 (Pino Cerami), 1963 (Emile Daems) y 1992 (Gilbert Duclos-Lassalle)

## Principales corredores
Para años anteriores, véase Plantillas del Crédit Agricole